# Луїза Бойд
Луїза Бойд (англ. Louise Arner Boyd; 16 вересня 1887, Сан-Рафаель — 14 вересня 1972, Сан-Франциско) — американська дослідниця Ґренландії і Арктики, у 1955 році стала першою жінкою, що пролетіла через Північний полюс.

## Життєпис
Народилася у місті Сан-Рафаель, Каліфорнія, у заможній родині. У дитинстві вела активний спосіб життя, здобула хорошу освіту і багато подорожувала Європою з батьками. 
Навесні 1919 року здійснила самостійну подорож через Сполучені Штати в той час, коли дороги часто являли собою гравій і бруд. Це була перша з багатьох крос-кантрі поїздок, які Бойд ретельно занотовувала у свої щоденники.
Після смерті батьків у 1919 та 1920 роках отримала багатий спадок, що дозволило їй вільно розпоряджатись власним життям. Більшу частину майна вона витратила на фінансування експедицій.
Сімейний будинок у Сан-Рафаелі Бойд продала з усіма меблями, і сьогодні там розташований музей морської історії, що має постійну експозицію фотографій та інформації про Луїзу Бойд.
Луїза Бойд померла в Сан-Франциско 14 вересня 1972 року.

## Експедиції
Луїза Бойд почала подорожувати на початку 1920-х. Подорожуючи Норвегією у 1924 році, Бойд приїхала до моря і вперше побачила Полярний лід. Цей досвід зіграв важливу роль в її житті і Бойд одразу ж почала планувати власну арктичну мандрівку.
В 1925 році Бойд була представлена королю і Королеві Англії. У 1926 році вона найняла корабель, яким користувався знаменитий дослідник Руаль Амундсен, для полювання і знімальної експедиції в Арктику в супроводі графа і графині Рібадавії. Бойд отримала міжнародну популярність і була названа в газетах по всьому світу «Арктичною Діаною» та «дівчиною, що приручила Арктику».

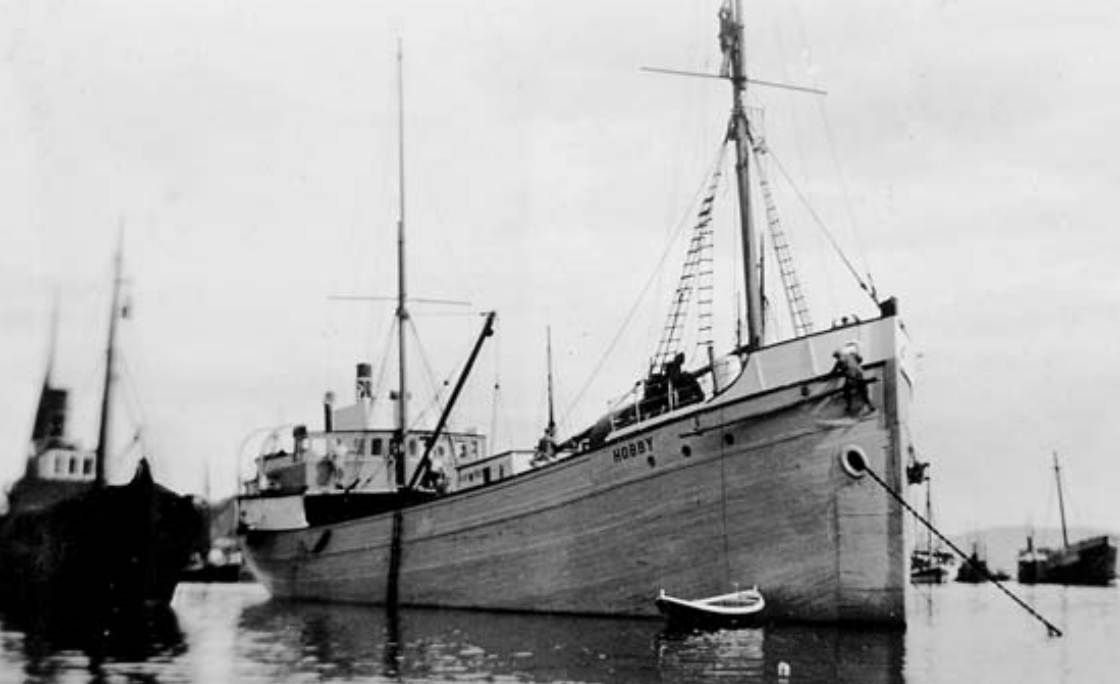
Бойд зафрахтувала Hobby (Хоббі), вантажний корабель норвезького міста Тромсе, для своїх поїздок у 1926 і 1928 роках

У 1928 році, коли Бойд планувала другу арктичну подорож, стало відомо, що знаменитий норвезький дослідник Руаль Амундсен зник під час спроби відшукати і врятувати італійського дослідника Умберто Нобіле. Бойд запропонувала свої послуги і судно норвезькому уряду для пошуків Амундсена. Однак, пропливши близько 10 000 миль (16,100 км) через Північний Льодовитий океан, слідів команди Амундсена знайдено не було. За цю ініціативу норвезький уряд нагородив Луїзу Бойд як кавалерку великого Хреста ордена Святого Олафа: «Вона була першою американською жінкою, що отримала орден, і третьою жінкою в світі, яка удостоїлася такої честі.» (1)
Бойд відома, перш за все, організацією ряду наукових експедицій на східному та північному узбережжі Ґренландії у 1930-х роках, під час яких сфотографувала, дослідила та зібрала кілька сотень ботанічних зразків. Американське Географічне Товариство опублікувало її знахідки та фотографії з експедиції 1933—1935 років у книзі під назвою «Регіон фйордів Східної Ґренландії». Територія біля льодовика Де Гір була названа Землею Луїзи Бойд.
У серпні 1934 року, після обрання делегаткою Міжнародного географічного конгресу у Варшаві, Бойд здійснила тримісячну мандрівку територією тогочасної Польщі, фотографуючи та описуючи звичаї, одяг, економіку та культуру етнічних поляків, українців, білорусів та литовців. Вона подорожувала автомобілем, залізницею, на човні та пішки спочатку зі Львова до Ковеля (сучасна Україна), а потім до Кобріна — Пінська — Клецька — Несвіжа — Слоніма (ці міста сьогодні знаходяться в Білорусі), закінчивши подорож у Вільнюсі. Розповідь про подорож була доповнена більш ніж 500 фотографіями та опублікована Американським географічним товариством у 1937 році.

## Воєнна робота для Бюро Стандартів
З початком Другої світової війни знання, отримані Бойд під час шести експедицій у Ґренландію та Арктику, набули стратегічного значення. Уряд Сполучених Штатів попросив її не публікувати книгу про експедиції 1937 та 1938 років та очолити геофізичну експедицію уздовж західного узбережжя Ґренландії та узбережжя острова Баффін і Лабрадор для Національного бюро стандартів Міністерства торгівлі США. Бойд була призначена консалтинговою експерткою Бюро за долар на рік. Бойд за власний рахунок зафрахтувала та обладнала шхуну Еффі М. Морріссі, що належала капітану Роберту Бартлетту і здійснювала щорічні наукові експедиції в Арктику з 1926 року. Основною метою експедиції Бюро Стандартів 1941 року було отримання даних про передачу радіохвиль в арктичних регіонах. Експедиція у складі наукової команди з чотирьох чоловіків, включаючи лікаря, під керівництвом Луїзи Бойд та екіпажу одинадцяти осіб під командуванням капітана Бартлетта вирушила з Вашингтона 11 червня 1941 року і повернулась з важливими даними 3 листопада 1941 р. Решту війни Бойд працювала на таємних посадах в армії США, за що отримала відзнаку у 1949 році.
Книга Луїзи Бойд «Узбережжя Північно-західної Ґренландії» була опублікована у 1948 р.
Решту життя Луїза Бойд вела активну громадську діяльність, отримавши багато академічних відзнак. Вона стала першою жінкою, обраною до Ради Американського географічного товариства, а також була почесною членкинею Каліфорнійської академії наук.